# Annoncehaj
En annoncehaj er en person eller virksomhed, der typisk forsøger at sælge annoncer i fiktive eller ukendte telefonbøger eller lignende. Annoncehajer udgiver sig ofte for at være store etablerede firmaer eller de finder på små tricks for at vildlede typisk små virksomheder.